# Płyn mózgowo-rdzeniowy
Płyn mózgowo-rdzeniowy (łac. liquor cerebrospinalis) – przejrzysta, opalizująca ciecz, która wypełnia przestrzeń podpajęczynówkową, układ komorowy i kanał rdzenia kręgowego. Jest produkowana w splocie naczyniówkowym układu komorowego. Działa jako osłona dla kory mózgu, zapewniając mechaniczną i immunologiczną ochronę dla mózgu wewnątrz czaszki. Płyn mózgowo-rdzeniowy odgrywa również istotną rolę w autoregulacji mózgu i w krążeniu mózgowym.
Płyn mózgowo-rdzeniowy wypełnia przestrzeń podpajęczynówkową (między oponą pajęczą a miękką) i układ komorowy znajdujący się dookoła i wewnątrz mózgu i rdzenia kręgowego. Stanowi on wypełnienie komór, cystern i bruzd mózgu oraz kanału rdzenia kręgowego.
Istnieje również połączenie przestrzeni podpajęczynówkowej z błędnikiem poprzez przewód przychłonkowy, dzięki czemu przychłonka przypomina składem płyn mózgowo-rdzeniowy.

## Struktura

### Produkcja
Mózg produkuje około 500 ml płynu mózgowo-rdzeniowego dziennie. Jest on jednak ciągle reabsorbowany, dzięki czemu jedynie 100–160 ml jest obecnych w mózgu jednocześnie.
Komórki wyściółki w splocie naczyniówkowym produkują ponad dwie trzecie płynu mózgowo-rdzeniowego. Splot naczyniówkowy, to sieć naczyń krwionośnych wewnątrz komór mózgu – czterech pustych struktur wewnątrz mózgu, które są wypełnione płynem mózgowo-rdzeniowym. Pozostała część płynu mózgowo-rdzeniowego powstaje na powierzchni komór i w tkankach wyścielających przestrzeń podpajęczynówkową.
Komórki wyściółki aktywnie wydzielają sód do komór bocznych. Powoduje to powstanie ciśnienia osmotycznego, które wyciąga wodę z naczyń krwionośnych do przestrzeni wypełnionych płynem mózgowo-rdzeniowym. Jony chlorkowe, obdarzone ujemnym ładunkiem, przemieszczają się wraz z dodatnio naładowanym sodem, dzięki czemu ładunek elektryczny w płynie równoważy się. W efekcie płyn mózgowo-rdzeniowy zawiera większe stężenie sodu i chloru niż osocze krwi, natomiast mniejsze potasu, wapnia, glukozy i białek.
Orešković i Klarica zaproponowali, że płyn mózgowo-rdzeniowy jest przede wszystkim produkowany nie w splocie naczyniówkowym tylko równomiernie wewnątrz całego układu wypełnionego nim. Miałby on powstawać na drodze regulowanej przez akwaporynę 4 filtracji wody przez ściany naczyń kapilarnych do płynu interstycjalnego otaczającego tkanki mózgu.

### Krążenie

Zdjęcie z rezonansu magnetycznego pokazujące krążenie płynu mózgowo-rdzeniowego

Płyn mózgowo-rdzeniowy krąży wewnątrz układu komorowego mózgu. Komory stanowią ciąg wypełnionych płynem mózgowo-rdzeniowych wolnych przestrzeni wewnątrz mózgu, większość płynu mózgowo-rdzeniowego jest produkowana w dwóch komorach bocznych (łac. ventriculi laterales). Stamtąd płyn przedostaje się przez otwór międzykomorowy do trzeciej komory (łac. ventriculus tertius), a następnie poprzez wodociąg mózgu do komory czwartej (łac. ventriculus quartus), która stanowi wybrzuszenie na tylnej części pnia mózgu. Z komory czwartej płyn przechodzi przez trzy otwory (nieparzysty otwór środkowy i parzyste otwory boczne) do przestrzeni podpajęczynówkowej, która otacza mózg i rdzeń kręgowy. Połączenie między przestrzenią podpajęczynówkową a błędnikiem w uchu wewnętrznym powoduje, że przychłonka jest ciągła z płynem mózgowo-rdzeniowym.
Nowa hipoteza Klaricy i Oreškovicia (2014), oparta na wynikach przeszło trzydziestoletnich badań, sugeruje, że brak jest jednokierunkowego przepływu płynu mózgowo-rdzeniowego. Autorzy ci twierdzą, że płyn mózgowo-rdzeniowy przemieszcza się w dwukierunkowym cyklu, przemieszczając się naprzemiennie z rdzenia do czaszki (i vice versa) w zależności od fazy (skurczu i rozkurczu) cyklu pracy serca. Twierdzenie to wynika z obserwacji, że u osoby zdrowej w pozycji stojącej wewnątrz rdzenia kręgowego występuje gradient ciśnienia hydrostatycznego – wewnątrz czaszki płyn znajduje się pod ciśnieniem niewiele niższym od ciśnienia atmosferycznego, w odcinku szyjnym rdzenia ciśnienie płynu jest mniej więcej równe ciśnieniu atmosferycznemu, podczas gdy w odcinku krzyżowym jest ono o około 30 cm H2O wyższe. Płyn mózgowo-rdzeniowy może się przemieszczać jedynie z obszarów o wyższym ciśnieniu do obszarów o niższym ciśnieniu hydrostatycznym. Autorzy uważają, że w związku z tym termin „krążenie” powinien być zastąpiony sformułowaniem „ruch”.
Płyn mózgowo-rdzeniowy przemieszcza się ruchem pulsującym przez wypełniane przez siebie przestrzenie. Jego przepływ netto (jak wykazało obrazowanie metodą rezonansu magnetycznego) wynosi niemal zero.

### Reabsorpcja
Uważa się, że płyn mózgowo-rdzeniowy jest wchłaniany do układu krwionośnego w zatokach opony twardej przez ziarnistości pajęczynówki. Aczkolwiek niektórzy badacze sugerują, że płyn mózgowo-rdzeniowy przemieszcza się wzdłuż nerwów czaszkowych i korzeni nerwowych do przewodów limfatycznych. Ta droga reabsorbowania płynu mózgowo-rdzeniowego może być szczególnie istotna u niemowląt, u których ziarnistości pajęczynówki są jeszcze słabo rozwinięte. Z drugiej strony hipoteza Oreškovicia i Klaricy zakłada, że płyn mózgowo rdzeniowy nie przepływa jednokierunkowo, jest natomiast produkowany i reabsorbowany na całej powierzchni styku naczyń krwionośnych z przestrzeniami nim wypełnionymi.

### Skład
| Substancja             | CSF  | surowica |
| ---------------------- | ---- | -------- |
| zawartość wody (%)     | 99   | 93       |
| białka (mg/dL)         | 35   | 7000     |
| glukoza (mg/dL)        | 60   | 90       |
| osmolarność (mOsm/L)   | 295  | 295      |
| sód (mEq/L)            | 138  | 138      |
| potas (mEq/L)          | 2.8  | 4.5      |
| wapń (mEq/L)           | 2.1  | 4.8      |
| magnez (mEq/L)         | 0.3  | 1.7      |
| jony chlorkowe (mEq/L) | 119  | 102      |
| pH                     | 7.33 | 7.41     |

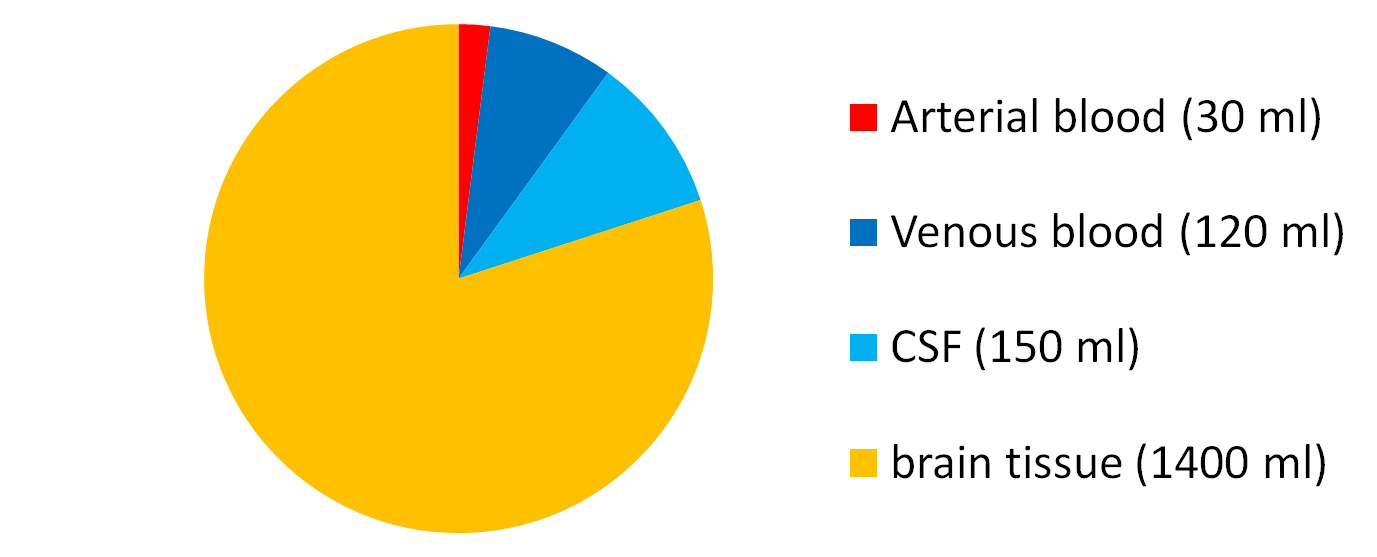
Objętość poszczególnych tkanek w przestrzeni wewnątrzczaszkowej: płyn mózgowo-rdzeniowy (CSF), krew (blood), miękisz mózgu (brain tissue)

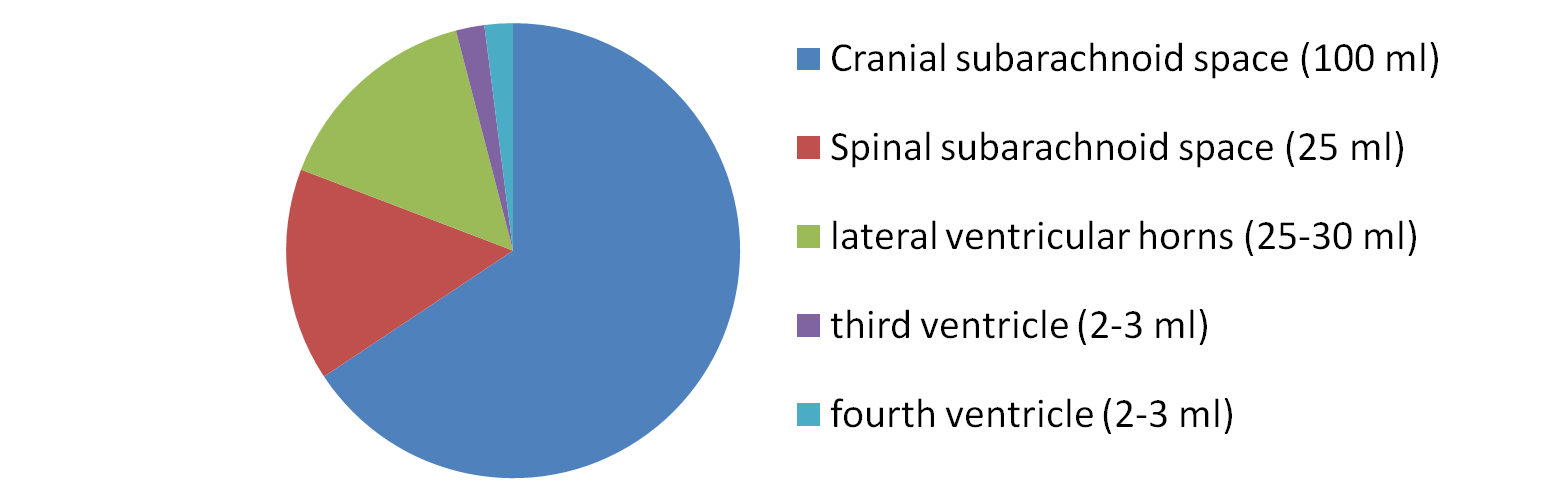
Rozmieszczenie płynu mózgowo-rdzeniowego w poszczególnych przedziałach

Płyn mózgowo-rdzeniowy jest przesączem z osocza krwi i jego skład jest dość podobny; różni się jednak niemal zupełnym brakiem białek i zmienionym składem elektrolitów. Płyn mózgowo-rdzeniowy zawiera około 0,3% białek osocza (15–40 mg/dl, w zależności od miejsca pobrania). Istnieją ilościowe różnice w liczbie białek obecnych w płynie mózgowo-rdzeniowym w zależności od miejsca pobrania próbki. Stężenie globulin i albumin jest niższe w komorach mózgu niż w rdzeniu kręgowym. Wartość wskaźnika IgG w płynie mózgowo-rdzeniowym powyżej 0,73 może wskazywać na występowanie stwardnienia rozsianego.
U osoby zdrowej płyn mózgowo-rdzeniowy pozbawiony jest erytrocytów i zawiera jedynie nieliczne leukocyty. Obecność nadmiarowych komórek w płynie mózgowo-rdzeniowym (pleocytoza) jest stanem patologicznym.
Ciśnienie płynu mózgowo-rdzeniowego, mierzone podczas nakłucia lędźwiowego, wynosi 10–18 cm H2O (8–15 mm Hg lub 1,1–2 kPa) u pacjentów w pozycji leżącej i 20–30 cm H2O (16–24 mm Hg lub 2,1–3,2 kPa) u pacjentów w pozycji siedzącej. U noworodków ciśnienie płynu mózgowo-rdzeniowego waha się od 8 do 10 cm H20 (4,4–7,3 mm Hg lub 0,78–0,98 kPa). Większość różnic w wartości ciśnienia płynu mózgowo-rdzeniowego wynika z zaciśnięcia żyły szyjnej wewnętrznej przebiegającej przez szyję. W pozycji leżącej płyn mózgowo-rdzeniowy w rdzeniu kręgowym ma wartość zbliżoną do wartości ciśnienia śródczaszkowego.

### Rozwój zarodkowy
W czasie rozwoju mózgu, około czwartego tygodnia rozwoju zarodkowego, wokół cewki nerwowej pojawiają się od strony głowowej trzy zgrubienia. Zgrubienia te rozwijają się następnie w osobne przedziały ośrodkowego układu nerwowego (przodomózgowie, śródmózgowie i tyłomózgowie).
Rozwijające się przodomózgowie stopniowo otacza przednią część cewki nerwowej, której światło z czasem staje się bocznymi komorami mózgu. Wzdłuż cieńszych, wewnętrznych ścian komór, rozwija się splot naczyniówkowy, który uwalnia płyn mózgowo-rdzeniowy, szybko wypełniający wnętrze cewki nerwowej.

## Funkcja
Płyn mózgowo-rdzeniowy pełni liczne funkcje:
- wypór – właściwa masa ludzkiego mózgu wynosi około 1400 gramów, jednak dzięki zanurzeniu tkanek mózgu w płynie mózgowo-rdzeniowym ich ciężar – zgodnie z prawem wyporu – jest równoważony do około 25 gramów[10]. Mózg ma zatem niemal zerową pływalność, która pozwala na utrzymanie gęstości mózgu bez zagrożenia naciskiem na jego niżej położone partie, który skutkowałby odcięciem obiegu krwi i śmiercią neuronów[11].
- ochrona – płyn mózgowo-rdzeniowy zapewnia mechaniczną ochronę tkankom mózgu. W niektórych sytuacjach, np. wypadki samochodowe czy urazy sportowe, płyn mózgowo-rdzeniowy nie może ochronić mózgu przed bezpośrednim kontaktem z czaszką, co skutkuje krwiakami śródczaszkowymi, urazowym uszkodzeniem mózgu lub nawet śmiercią[11].
- stabilność chemiczna – płyn mózgowo-rdzeniowy przepływa przez wewnętrznie położone komory mózgu i jest reabsorbowany do układu krwionośnego, obmywając ośrodkowy układ nerwowy z ubocznych produktów przemiany materii. Umożliwia to homeostatyczna regulacja wydzielania czynników neuroendokrynologicznych, której zaburzenie może powodować poważne problemy w funkcjonowaniu układu nerwowego. Wysokie stężenie glicyny zaburza kontrolę temperatury i ciśnienia w mózgu, natomiast wysokie pH płynu mózgowo-rdzeniowego prowadzi do zawrotów głowy i omdleń[11]. Używając terminu Davsona, płyn mózgowo-rdzeniowy pełni funkcję „zlewu”, do którego uchodzą wszystkie substancje powstałe w wyniku metabolizmu tkanek nerwowych i wraz z którym są one następnie usuwane do krwiobiegu w czasie reabsorpcji[12].
- zapobieganie niedokrwieniu – zapobieganie to odbywa się poprzez zmniejszenie objętości płynu mózgowo-rdzeniowego wewnątrz czaszki. Wywołuje to spadek ciśnienia śródczaszkowego, a co za tym idzie wzrost przepływu krwi przez tkanki mózgu.
- usuwanie odpadów – jak wykazały badania grupy Maiken Nedegaard płyn mózgowo-rdzeniowy pełni istotną rolę w funkcjonowaniu układu glimfatycznego, który odpowiada za usuwanie toksyn z płynu interstycjalnego mózgu[13]. Przepływ płynu mózgowo-rdzeniowego przez system układu glimfatycznego jest zwiększony w czasie snu, gdy ulegają otwarciu kanały kontrolowane przez komórki glejowe[14]. Wskazuje to na istotną rolę płynu mózgowo-rdzeniowego w podczas sennym usuwaniu toksycznych metabolitów, takich jak beta amyloid, które są produkowane w czasie aktywności mózgu na jawie. Wyniki Klaricy i innych wskazują, że wypływ metabolitów przez nabłonek kapilarny jest istotniejsze dla homeostazy mózgu niż usuwanie toksyn wraz z „krążeniem” płynu mózgowo-rdzeniowego[4].

## Znaczenie kliniczne
Gdy ciśnienie płynu mózgowo-rdzeniowego jest podwyższone, może to utrudniać przepływ krwi w mózgu. Zaburzenia w przepływie płynu mózgowo-rdzeniowego mogą więc prowadzić do problemów ze śródczaszkowym krążeniem krwi, które z kolei skutkuje upośledzeniem pracy neuronów i gleju. Układ żylny jest również istotnym elementem tego procesu. Dzieci i pacjenci u których w dzieciństwie wykonano sztuczną przetokę mózgową mogą mieć wyjątkowo zaskakujące związki między ciśnieniem śródczaszkowym a rozmiarem komór, prawdopodobnie jest to częściowo wynik dynamiki zmian ciśnienia w żyłach. Może mieć to znaczący wpływ na leczenie, jednak mechanizm patofizjologiczny tego zaburzenia nie jest wystarczająco dobrze poznany.
Połączenie płynu mózgowo-rdzeniowego z chłonką zostało wykazane u wielu ssaków. Wstępne dane sugerują, że połączenie to powstaje w tym samym okresie, w którym dochodzi do rozwijania się zdolności wydzielniczych splotu naczyniówkowego (w życiu płodowym). Istnieje prawdopodobieństwo, że zaburzenia związane z płynem mózgowo-rdzeniowym – np. wodogłowie – są wynikiem niepoprawnie funkcjonującego transportu między płynem mózgowo-rdzeniowym a układem limfatycznym.
Płyn mózgowo-rdzeniowy może wyciekać z opon mózgowych w wyniku np. urazów fizycznych i punkcji lub bez żadnej znanej przyczyny (tzw. spontaniczny wyciek płynu mózgowo-rdzeniowego). Wyciek prowadzi do obniżenia ciśnienia płynu, co w konsekwencji może doprowadzić do wgłobienia mózgu przez otwór wielki kości potylicznej, gdzie masa mózgu może uciskać nerwy czaszkowe prowadząc do szeregu symptomów czuciowych.

### Wodogłowie
Wodogłowie jest patologicznym zaleganiem płynu mózgowo-rdzeniowego w komorach mózgu, które może być wywołane nieprawidłowościami w krążeniu i reabsorpcji płynu lub jego nadmiernej produkcji. Wodogłowie może prowadzić do nadciśnienia śródczaszkowego i – jeśli zajdzie w życiu płodowym – do chorobliwego powiększenia się czaszki. Towarzyszy mu zazwyczaj upośledzenie umysłowe, epizody padaczkowe i niekiedy widzenie tunelowe. Wodogłowie, o ile nie przeciwdziała mu się szybko, może doprowadzić do śmierci pacjenta. Występuje najczęściej u dzieci i osób starszych.

### Nakłucie lędźwiowe
Płyn mózgowo-rdzeniowy jest używany do diagnozowania licznych zaburzeń neurologicznych, zazwyczaj pozyskuje się go w celach diagnostycznych podczas zabiegu zwanego nakłuciem lędźwiowym lub punkcją.
Punkcję wykonuje się w sterylnych warunkach poprzez wbicie igły w przestrzeń podpajęczynówkową najczęściej między trzecim a czwartym kręgiem lędźwiowym. Płyn mózgowo-rdzeniowy jest pobierany przez igłę i badany pod kątem ilości obecnych komórek, białek i cukrów. Wyniki te mogą być przydatne przy diagnozie krwotoków podpajęczynówkowych oraz infekcji ośrodkowego układu nerwowego (np. zapalenie opon mózgowo-rdzeniowych). Ponadto posiew z płynu mózgowo-rdzeniowego może pomóc zidentyfikować mikroorganizmy odpowiedzialne za infekcję. Poprzez użycie bardziej zaawansowanych metod można również wykryć przebiegający stan zapalny (np. w wyniku stwardnienia rozsianego). Próba beta-2 transferryny jest silnie specyficznym i czułym markerem wycieku płynu mózgowo-rdzeniowego.
Punkcja lędźwiowa jest również wykonywana w celu pomiarów ciśnienia śródczaszkowego, które może być podwyższone przy wodogłowiu. Punkcja nie powinna być jednak wykonywana w pewnych sytuacjach, gdy wysokie ciśnienie śródczaszkowe jest oczekiwane (na przykład w przypadku guza mózgu), gdyż może prowadzić do wgłobienia mózgu i śmierci.
Około 1/3 ludzi poddanych punkcji odczuwa bóle głowy.

### Anestezjologia
Płyn mózgowo-rdzeniowy jest istotny w anestezjologii, porównując jego gęstość z gęstością substancji podawanej w znieczuleniu wewnątrzoponowym można przewidzieć jak szybko substancja będzie się rozprzestrzeniać w układzie nerwowym.

### Choroba Alzheimera
Badanie z 2010 roku wykazało, że analiza trzech białek biomarkerowych (beta amyloidu, białka Tau i białka P-Tau181P) w płynie mózgowo-rdzeniowym umożliwia wykrycie choroby Alzheimera. Badanie wykazało wysoką czułość biomarkera (zidentyfikowano 90% osób chorych), ale zarazem jego niską specyficzność (36% wyników pozytywnych u osób zdrowych). Badacze zaproponowali, że niska specyficzność może być wywołana chorobą rozwijającą się bezobjawowo u niektórych osób z grupy kontrolnej.

### Guzy ośrodkowego układu nerwowego
Wang i in. wykazali w swojej pracy użyteczność badania płynu mózgowo-rdzeniowego w celu zidentyfikowania niektórych mutacji somatycznych prowadzących do guzów układu ośrodkowego układu nerwowego.

## Historia
Pewne uwagi starożytnych fizjologów odnoszą się najprawdopodobniej do płynu mózgowo-rdzeniowego. Hipokrates opisywał „wodę” opływającą mózg w wypadku wodogłowia, natomiast Galen wspomina „płyn ekskrementalny” obecny w komorach mózgu, który jego zdaniem został wciągnięty przez pacjenta nosem. Jednak przez szesnaście stuleci rozwijającej się wiedzy anatomicznej płyn mózgowo-rdzeniowy pozostaje nieobecny w literaturze naukowej. Wynika to być może z popularnej podówczas techniki autopsji, w której w pierwszej kolejności obcinano głowę, pozbywając się w ten sposób płynu mózgowo-rdzeniowego. Za współczesnego odkrywcę płynu mózgowo-rdzeniowego uchodzi Emanuel Swedenborg, który w napisanej między 1741 a 1744 rokiem i wydanej po jego śmierci pracy opisał „chłonkę spirytualną”, wydzielaną ze sklepienia czwartej komory mózgu do rdzenia przedłużonego i rdzenia kręgowego.
Albrecht von Haller, szwajcarski lekarz i fizjolog, zanotował w swojej książce o fizjologii z 1747 roku, że obecna w mózgu „woda” jest wydzielana do wnętrza komór mózgu i pochłaniana w żyłach, a jej nadmiar może prowadzić do wodogłowia.
François Magendie badał właściwości płynu mózgowo-rdzeniowego podczas wiwisekcji. Odkrył tzw. otwór Magendie’ego, będący otworem w sklepieniu czwartej komory; omyłkowo uważał jednak, że płyn mózgowo-rdzeniowy jest wydzielany przez oponę miękką.
Thomas Willis zauważył, że konsystencja płynu mózgowo-rdzeniowego jest zmieniona podczas zapalenia opon mózgowo-rdzeniowych.
W 1891 Walter Essex Wynter rozpoczął procedurę leczenia odgruźliczego zapalenia opon mózgowych poprzez upuszczanie płynu mózgowo-rdzeniowego, a Heinrich Quincke rozpoczął rozpowszechnianie nakłucia lędźwiowego zarówno do celów diagnostycznych, jak i terapeutycznych. W XIX i początkach XX wieku termin liquor cerebrospinalis był używany w literaturze naukowej, szczególnie w pismach niemieckich.
W 1912 roku William Mestrezat opisał trafnie skład chemiczny płynu mózgowo-rdzeniowego, a w 1914 Harvey Cushing opublikował dowody na wydzielanie płynu mózgowo-rdzeniowego przez splot naczyniówkowy.

## Nieprawidłowości w badaniu
Niekiedy podczas próby pobrania płynu mózgowo-rdzeniowego dochodzi do uszkodzenia naczyń oponowych, co skutkuje zanieczyszczeniem próbki krwią. Istotne jest odróżnienie sztucznego skrwawienia płynu od krwawienia patologicznego (krwotok podpajęczynówkowy, krwotok śródmózgowy, uraz mózgowo-czaszkowy):
| sztuczne skrwawienie płynu mózgowo-rdzeniowego      | krwawienie patologiczne                  |
| --------------------------------------------------- | ---------------------------------------- |
| niejednolite podbarwienie krwią                     | jednolite podbarwienie krwią             |
| oczyszcza się przy pobieraniu do kolejnych probówek | kolor nie zmienia się podczas pobierania |
| bezbarwny po odwirowaniu                            | ksantochromia                            |